# Demobilizacja

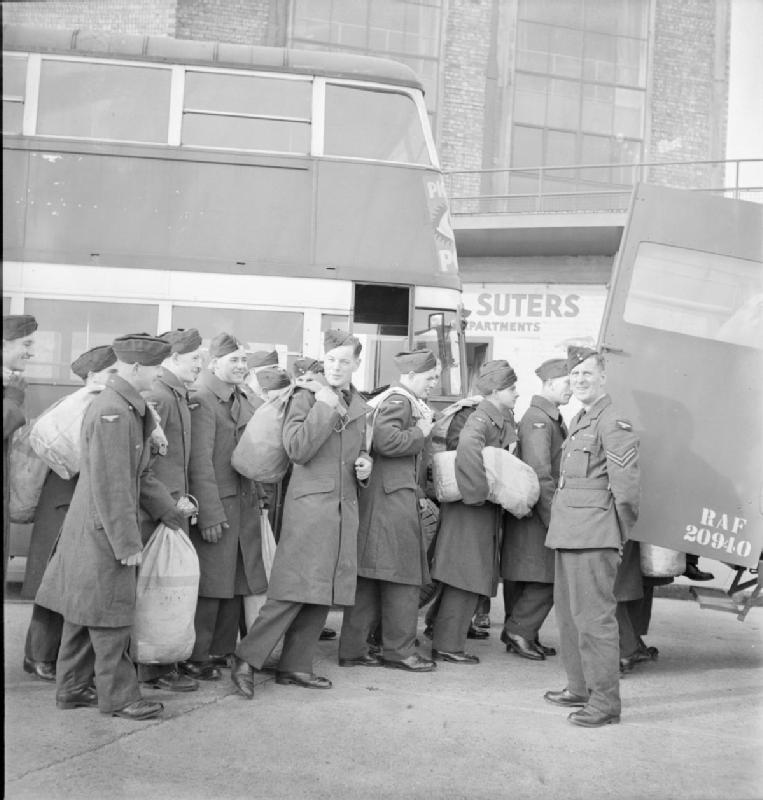
Demobilizacja żołnierzy Royal Air Force po zakończeniu II wojny światowej

Demobilizacja – ogół czynności związanych z przejściem państwa ze stanu wojennego do pokojowego.
Celem demobilizacji jest przestawienie gospodarki narodowej, tj. m.in.: przemysłu, rolnictwa, transportu, łączności z produkcji wojskowej na produkcję na potrzeby cywilne, a także redukcja sił zbrojnych poprzez zwalnianie części żołnierzy do rezerwy oraz redukcji środków i sprzętu służącego wojsku podczas prowadzenia wojny.
Demobilizacja w znaczeniu przedmiotowym oznacza także wycofanie z użytku zbędnego sprzętu wojennego i materiałów oraz likwidację jednostek wojskowych.
Przeciwieństwem demobilizacji jest mobilizacja.